# WWE 205 Live
WWE 205 На живо, или по-кратко 205 На живо, са кеч серии по WWE Network, продуцирани от WWE, които включват полутежката дивизия на компанията, като всички кечисти са с тегло не повече от 93 кг.
Първият епизод е на 29 ноември 2016 и се излъчва след Разбиване на живо. Говорейки направо, което отначало се излъчва в 22:00 изт.време, се мести в 23:00 изт.време след дебюта на 205 На живо

## История
Шоуто включва някои кечисти, участвали в турнира Полутежката класика, останали пълни членове на полутежката дивизия на WWE. Като описание от директор, продуцент и кечиат на WWE Пол „Трите Хикса“ Левек, програмата е с цел да представя дивизията, отличавайки чувството и стила сравнение с други програми на WWE.
Отначало шоуто Първична сила  става дома а дивизията по време на второто разширяване на марките, но след премиерата на 205 На живо, полутежките кечисти се появяват в Първична сила и 205 На живо, както и редки появи в NXT.
В главния мач на премиерата на шоуто на 29 ноември 2016 Рич Суон побеждава Брайън Кендрикът за Титлата в полутежка категория на WWE.

## Пред кадър

### Коментатори
| Коментатори                             | Дати                  |
| --------------------------------------- | --------------------- |
| Мауро Ронало, Кори Грейвс и Остин Ейрис | от 29 ноември 2016 г. |

### Говорители
| Говорители    | Дати                  | Пояснение                     |
| ------------- | --------------------- | ----------------------------- |
| Грег Хамилтън | от 29 ноември 2016 г. | Говорител на Разбиване и NXT. |

## Шампиони
| WWE 205 Live                       | WWE 205 Live    | WWE 205 Live | WWE 205 Live   | WWE 205 Live | WWE 205 Live        | WWE 205 Live                          |
| Титла                              | Настоящ шампион | Носене       | Дата на сп.    | Дни          | Място               | Пояснение                             |
| ---------------------------------- | --------------- | ------------ | -------------- | ------------ | ------------------- | ------------------------------------- |
| Титла в полутежка категория на WWE | Невил           | 1            | 29 януари 2016 | 2945+        | Сан Антонио, Тексас | Побеждава Рич Суон на Кралски грохот. |